# Wang Tong (football)
Pour les articles homonymes, voir Wang (patronyme).
Wang Tong, né le 12 février 1993 à Shenyang, est un footballeur international chinois. Il évolue au poste de défenseur droit au Shandong Luneng Taishan.

## Carrière

### En équipe nationale
Wang Tong honore sa première sélection le 5 août 2015 lors d'un match contre la Corée du Nord.

## Statistiques
| Saison                | Club                    | Championnat           | Championnat | Championnat | Coupe(s) nationale(s) | Coupe(s) nationale(s) | Compétition(s) continentale(s) | Compétition(s) continentale(s) | Compétition(s) continentale(s) | Chine | Chine | Total | Total |
| Saison                | Club                    | Division              | M.          | B.          | M.                    | B.                    | Comp.                          | M.                             | B.                             | M.    | B.    | M.    | B.    |
| 2010                  | Shandong Luneng Taishan | Super League          | 2           | 0           | 0                     | 0                     | -                              | -                              | -                              | -     | -     | 2     | 0     |
| 2011                  | Shandong Luneng Taishan | Super League          | 5           | 0           | 1                     | 0                     | LC                             | 5                              | 0                              | -     | -     | 11    | 0     |
| 2012                  | Shandong Luneng Taishan | Super League          | 26          | 1           | 3                     | 0                     | -                              | -                              | -                              | -     | -     | 29    | 1     |
| 2013                  | Shandong Luneng Taishan | Super League          | 27          | 0           | 0                     | 0                     | -                              | -                              | -                              | -     | -     | 27    | 0     |
| 2014                  | Shandong Luneng Taishan | Super League          | 13          | 1           | 3                     | 1                     | LC                             | 4                              | 0                              | -     | -     | 20    | 2     |
| 2015                  | Shandong Luneng Taishan | Super League          | 19          | 0           | 3                     | 0                     | LC                             | 3                              | 1                              | 1     | 0     | 26    | 1     |
| 2016                  | Shandong Luneng Taishan | Super League          | 16          | 0           | 1                     | 0                     | LC                             | 4                              | 0                              | -     | -     | 21    | 0     |
| Total sur la carrière | Total sur la carrière   | Total sur la carrière | 128         | 2           | 11                    | 1                     | -                              | 16                             | 1                              | 1     | 0     | 156   | 4     |

## Palmarès
Il remporte le championnat de Chine en 2010 avec le Shandong Luneng Taishan.